# Honorato de Castro
Honorato Castro Bonel (Borja, 1885-México, 1962) fue un físico, matemático, académico y político republicano español.

## Biografía
Nacido en la localidad zaragozana de Borja en 1885, se licenció en Ciencias Exactas en la Universidad de Zaragoza, obteniendo el doctorado en la Universidad Central de Madrid. En 1906 obtuvo una plaza en el Observatorio de Madrid, en donde trabajó hasta 1920, cuando obtuvo por oposición la cátedra de Cosmografía y Física del Globo de la Universidad Central. Fue el presidente de la Comisión permanente de Pesas y Medidas y secretario de la Facultad de Ciencias de la Universidad Central. Su actividad como intelectual estuvo ligada al Ateneo de Madrid, del que fue secretario primero y varias veces presidente de su sección de Exactas. En 1934 fue elegido miembro de la Real Academia de las Ciencias Exactas, Físicas y Naturales.
Políticamente se adhirió al republicanismo dentro del Grupo de Acción Republicana de Manuel Azaña (con el que coincidió en el Ateneo de Madrid), de cuyos Comité y Consejo Nacional fue miembro. En representación de este partido fue candidato de la Conjunción Republicano Socialista en las elecciones de abril de 1931 en Madrid, siendo elegido concejal por el distrito Centro. Fue elegido diputado de Acción Republicana en las elecciones a Cortes Constituyentes de 1931 por Zaragoza en la candidatura de la Conjunción Republicano Socialista y fue director general del Instituto Geográfico, Catastral y de Estadística durante el primer bienio republicano. En las elecciones de 1936 fue elegido diputado de Izquierda Republicana (el partido que había formado Acción Republicana tras su fusión con otros partidos afines) por Zaragoza en la candidatura del Frente Popular.
Durante la guerra civil española, se desempeñó como delegado del Gobierno de Juan Negrín en la subsidiaria Campsa-Gentibus —constituida en julio de 1937— de importación-exportación de bienes para la zona republicana. A tal fin, formó parte del Consejo Directivo de dicha entidad.
Finalizada la Guerra Civil, se exilió, primero en Estados Unidos y Puerto Rico y después, en 1944, en México, donde moriría en 1962. Durante su estancia en Estados Unidos y Puerto Rico, estuvo al servicio de la Armada de los Estados Unidos, diseñando defensas de costa. También enseñó en la Universidad de Puerto Rico (1942-1943). En México, comenzó enseñando en la Universidad de Nuevo León, en Monterrey, para pasar posteriormente a trabajar para el departamento de Geofísica y Explotación de Petróleos Mexicanos. Los vencedores de la Guerra Civil le habían separado del servicio y dado de baja en el escalafón en febrero de 1939.

## Homenaje póstumo de reparación
El 30 de enero de 2019 el gobierno español realizó un homenaje de reparación con la devolución del diploma de Académicos Numerarios que les fue retirado durante la dictadura de Francisco Franco.